# 청성초등학교 (경기)
청성초등학교는 대한민국 경기도 포천시 군내면 직두리에 있는 공립 초등학교이다.

## 학교 연혁
- 1935년 10월 2일 청성공립보통학교(4년제) 개교(설립인가 9월 1일)
- 1938년 4월 1일 청성공립심상소학교 교명 변경[1]
- 1941년 4월 1일 청성공립국민학교(6년제) 교명 변경[2]
- 1972년 12월 31일 본관 신축
- 1981년 3월 1일 병설유치원 개원
- 1996년 3월 1일 청성초등학교 교명 변경[3]
- 1996년 6월 19일 급식소 및 강당 건립
- 2002년 11월 29일 후관(4교실) 및 강당 신축
- 2007년 7월 23일 급식실 신축
- 2020년 1월 8일 제82회 졸업식(19명, 누계 5986명)
- 2020년 3월 1일 제25대 김두환 교장 부임
- 2020년 3월 1일 본교 6학급, 특수 1학급, 유치원 1학급 편성

## 참고 자료
- 청성초등학교 - 한국교육학술정보원 학교알리미